# HDAC9
L'istone deacetilasi 9, noto anche come HDAC9, è un enzima che nell'uomo è codificato dal gene HDAC9.

## Funzione
Gli istoni svolgono un ruolo critico nella regolazione trascrizionale, progressione del ciclo cellulare. L'acetilazione degli istoni e la deacetilazione altera la struttura cromosomica e colpisce i fattori di accesso alla trascrizione del DNA. La proteina codificata da questo gene ha una sequenza omologa con la famiglia dell'istone deacetilasi.
Questo gene è omologo ai geni dello Xenopus e del topo MITR. La proteina MITR manca il dominio catalitico dell'istone deacetilasi. Esso reprime l'attività MEF2 attraverso il reclutamento di complessi corepressore che includono CtBP e HDAC. Questi codificano una proteina che può svolgere un ruolo nella emopoiesi. Diversi splicing alternativi sono stati descritti per questo gene, ma alcuni di essi non sono stati completamente identificati.